# Schrankia arrhecta
Schrankia arrhecta är en fjärilsart som beskrevs av Edward Meyrick 1904. Schrankia arrhecta ingår i släktet Schrankia och familjen nattflyn. Inga underarter finns listade.